# Belsius János
Belsius János (16. század) hivatalnok, diplomata.
Székelyudvarhelyi származású; 1548 körül németországi egyetemeken tanult. A szepesi kamaránál hivatalnokoskodott, Verancsics Antal titkára volt. Hét nyelven tudott, ezért követi feladatokkal is megbízták. Az 1553–1555 közötti konstantinápolyi követség során szerepe volt az Augustus tetteit megörökítő úgynevezett Monumentum Ancyranum felfedezésében, amelynek pontos leírását adta. Érdemei elismeréséül Oláh Miklós közbenjárására I. Ferdinánd magyar király nemessé emelte. 1562-ben Moldvában járt követségben Despot Vodă-nál; innen küldött jelentései a román történetírás forrásai.
Lányát, Belsius Erzsébetet, Bocatius János kassai bíró vette feleségül. Veje emlékezetére írt latin nyelvű versét közli Bod Péter Magyar Athenasában.